# マフウィート県
マフウィート県 (マフウィートけん、アラビア語: المحويت Al Maḥwīt) は、イエメンの県。イエメン北部に位置する。県都はマフウィート。人口597,000人（2011年）、面積2858km2。

## 下位行政区画
マフウィート県は以下の9の地区に分かれる。
- Al Khabt District
- Al Mahwait District
- Al Mahwait City District
- Ar Rujum District
- At Tawilah District
- Bani Sa'd District
- Hufash District
- Milhan District
- Shibam Kawkaban District